# (33) Polyhymnia
(33) Polyhymnia – planetoida z pasa głównego planetoid okrążająca Słońce w ciągu 4 lat i 311 dni w średniej odległości 2,87 j.a. Została odkryta 28 października 1854 roku w Paryżu przez Jeana Chacornaca. Nazwa planetoidy pochodzi od Polihymnii, muzy śpiewu chóralnego i tańca zbiorowego.